# Хосеп Піко
Хосеп Піко (ісп. Josep Picó, 12 квітня 1964) — іспанський ватерполіст.
Срібний призер Олімпійських Ігор 1992 року.
Срібний призер Чемпіонату світу з водних видів спорту 1991, 1994 років.
Срібний призер Чемпіонату Європи з водного поло 1991 року, бронзовий призер 1993 року.